# Wola Cyrusowa-Kolonia
Wola Cyrusowa-Kolonia – wieś w Polsce położona w województwie łódzkim, w powiecie brzezińskim, w gminie Dmosin, na terenie Parku Krajobrazowego Wzniesień Łódzkich.
W latach 1975–1998 miejscowość administracyjnie należała do województwa skierniewickiego.
We wsi znajduje się parafialny kościół pw. Narodzenia NMP (starokatolicki mariawitów) oraz parafialna kaplica domowa pw. św. Franciszka z Asyżu (Kościoła Katolickiego Mariawitów).